# الخط الزمني للشطرنج

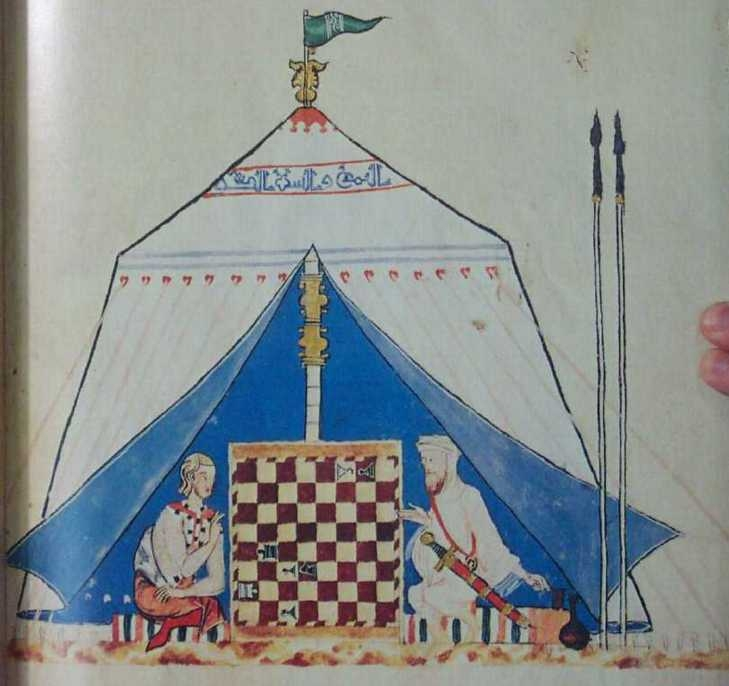
صورة من كتاب ألفونسو العاشر (أوروبي أو مسيحي يلعب الشطرنج مع مور)

هذا هو الخط الزمني للشطرنج.

## التاريخ المبكر
- القرن السادس -ربما تطورت لعبة شطورانجا إلى شكلها الحالي في هذا الوقت تقريبًا في الهند.[1]
- 569 - كتب إمبراطور صيني كتاب شيانغ تشي، شيانغ جينغ، في عام 569 م.
- ج. 600 - يحتوي كارناموك-I-أرتاخشاتر-I-باباكان على إشارات إلى لعبة الشطرانج الفارسية، الجد المباشر للشطرنج الحديث. أطلق على شترانج في البداية اسم «شاترانج» بالفارسية (سميت على اسم النسخة الهندية)، والتي أعيدت تسميتها فيما بعد إلى شاترانج.
- ج. 720 - ينتشر الشطرنج عبر العالم الإسلامي من بلاد فارس.
- ج. 840 - أقدم مشاكل الشطرنج الباقية من قبل الخليفة بالله من بغداد.
- ج. 900 - دخول الشطرنج في العمل الصيني هوان كواي لو («كتاب الأعاجيب»).
- 997 - مقابل دي سكاكيس هو أقدم عمل معروف يذكر الشطرنج في أوروبا الغربية المسيحية.[2]
- 1008 - ذكر الشطرنج في إرادة الكونت أوريجيل، مرجع مبكر آخر.
- القرن العاشر - كتب السلي كتاب الشطرانج، وهو أقدم عمل معروف يتخذ منهجًا علميًا لاستراتيجية الشطرنج.
- أواخر القرن العاشر - تم إدخال المربعات الداكنة والخفيفة على رقعة الشطرنج.
- 1173 - أول استخدام مسجل لشكل من أشكال تدوين الشطرنج الجبري.
- 1283 - ألفونسو إكس يجمع كتاب الألعاب، مع مجموعة واسعة من مشاكل الشطرنج.
- أواخر القرن الثالث عشر - يمكن للبيادق الآن تحريك رتبتين في الخطوة الأولى.
- أواخر القرن الرابع عشر - تم تقديم قاعدة أخذ بالتجاوز
- 1422 - مخطوطة من كراكوف تحدد القاعدة القائلة بأن الجمود هو التعادل.
- 1471 - مخطوطة غوتنغن هي أول كتاب يتعامل فقط مع الشطرنج.
- 1474 - نشر ويليام كاكستون لعبة واللعب من تشيس، أول كتاب شطرنج باللغة الإنجليزية.
- 1475-1525 - تم تبني أسلوب التبييت والحركات الحديثة للملكة والأسقف ببطء.
- 1475 - شطرنج دور أول لعبة منشورة للشطرنج الحديث، كُتبت كقصيدة.
- 1493 - نشر هارتمان شيدل نورنبيرج كرونيكل. يذكر اختراع الشطرنج من قبل الفيلسوف زركسيس في بابل خلال حكم إيفل مرودخ، ابن نبوخذ نصر، ويوضح الاقتباس مع نقش خشبي لزركسيس.
- 1497 - نشر لويس راميريز لوسينا أول عمل باق عن اللعبة الأوروبية الحديثة.

## القرن السادس عشر
- 1510 - كتب ماركو جيرولامو فيدا سكاتشيا لودوس (لعبة الشطرنج) مع الإشارة الأولى إلى آلهة الشطرنج.[3]
- 1512 - نشر بيدرو داميانو واحدة من أولى أطروحات الشطرنج، وهي يتم تعلم هذا الكتاب من خلال لعب الشطرنج والحفلات. يعد عمل داميانو أحد أقدم المخطوطات الباقية على قيد الحياة لتفاصيل إستراتيجية الشطرنج، ويعطي أول تفنيد معروف لافتتاح غير سليم للشطرنج. هذا الافتتاح، تم تسمية دفاع داميانو على شرفه. سيتم أيضًا تسمية تباين داميانو لدفاع بتروف لاحقًا على عمل داميانو، والذي ظهر في لعبة يستغل فيها داميانو (يلعب باللون الأبيض) اللعب السيئ من قبل الأسود ليخرج ملكه وملكته.
- 1561 - مستوحى من أعمال داميانو المكتوبة السابقة، كتب لاعب الشطرنج الإسباني روي لوبيز كتابه كتاب الاختراع الليبرالي وفن لعبة الفؤوس، الذي صاغ فيه كلمة مناورة لوصف التضحيات الافتتاحية.
- 1575 - أقيمت أول بطولة معروفة بين أساتذة الشطرنج في مدريد، بين السيدين الإيطاليين جيوفاني ليوناردو وباولو بوي جنبًا إلى جنب مع السيدين الإسبان روي لوبيز وألفونسو سيرون. فاز ليوناردو، وحل بوي في المركز الثاني، ولوبيز ثالثًا، وسيرون رابعًا.

## القرن السابع عشر
- 1620-24 - كتب جواكينو غريكو عددًا من المخطوطات عن إستراتيجية الشطرنج، وقدم أول أوصاف معروفة لـ كش مات المغفل وكش مات الخنق، بالإضافة إلى تفاصيل عدد من الفخاخ الافتتاحية. تشجع استراتيجيته الشاملة على اللعب العدواني. تتميز معظم ألعاب اليونانيه بقبول غامبت الملك أو جيوكو بيانو، وعمله مؤثر بشكل كبير في الترويج لكلا الافتتاحين خلال بقية القرنين السابع عشر والثامن عشر والتاسع عشر.
- 1634 - نشر أليساندرو سالفيو إيل بوتنو، وهو كتاب يصف سادة الشطرنج الإيطالي في القرن الماضي.
- 1690 - تم تصنيف الافتتاحيات الآن بشكل منهجي في كتاب ترايتيه دو جو رويال دي إيشيه، الذي نشر في عام 1675 في لوزان، فرنسا بواسطة الطابعة ديفيد جنتيل (مؤلف غير معروف). يُعرف هذا الكتاب باللقب ترايت دي لوزان.[4]

## القرن الثامن عشر
- 1737 - فيليب ستاما (سوريا) تنشر إيساي سور لو جو دي إيتشيك. يحتوي الكتاب على شكل مبكر من التدوين الجبري (على سبيل المثال، سيتم كتابة "1. e4 e5" في التدوين الحديث كـ "pe 4 | pe 5" في Stamma's). يتعلق النصف الأول أساسًا بنظرية الافتتاح، مع التركيز بشكل خاص على العديد من المناورات الافتتاحية، ويقدم النصف الثاني أول استكشاف تفصيلي لنظرية نهاية اللعبة.
- 1744 - فرانسوا-أندريه فيليدور (فرنسا) يلعب مع خصمين معصوبي الأعين في باريس.
- 1745 - تُرجمت أعمال فيليب ستاما من الفرنسية إلى الإنجليزية ونشرت باسم «لعبة الشطرنج النبيلة».
- 1747 - هزم فيليدور بشكل حاسم ستاما في 8/9 مباريات أثناء زيارته للندن، واكتسب شهرة دولية على الفور.
- 1763 - اخترع السير ويليام جونز كايسسا، ملهمة الشطرنج.
- 1769 - قام البارون وولفجانج فون كمبلن ببناء الترك الميكانيكي، وهي «آلة» مزيفة تشبه الإنسان في لعب الشطرنج، يديرها الإنسان سرًا.
- 1783 - يلعب فيليدور ما يصل إلى ثلاث ألعاب في وقت واحد دون رؤية اللوحة.

## القرن التاسع عشر
- 1802 - تم نشر أقدم كتاب أمريكي معروف للشطرنج، الشطرنج سهل بواسطة ج. همفريز.
- 1813 - قام فريق ليفربول ميركوري بطباعة أقدم عمود شطرنج في العالم.
- 1824 - أقيمت أول مباراة شطرنج بريطانية للمراسلات، لندن - أدنبرة.
- 1830 - أول حالة مسجلة لاعبة شطرنج حديثة.
- 1834 - أقيمت أول مباراة تحدي دولية مسجلة: اليكساندر مكدونيل (جزيرة أيرلندا) مقابل لويس تشارلز ماه د لا بوردونايس (فرنسا) في نادي وستمنستر للشطرنج، لندن.
- 1843 - هاورد ستونتن (إنجلترا) يفوز بمباراة ضد پير تشارلز فورنير د ساينت امانت (فرنسا) في باريس.
- 1845 - تم استخدام تلغراف لنقل الحركات في مباراة بين لندن وبورتسموث.
- 1846 - أصبحت مجلة دويتشه شاشزيتونغأول مجلة ألمانية للشطرنج.
- 1848 - أول مثال معروف للعبة لعبت بين لاعبين مكفوفين.
- 1849 - تم إنشاء قطع شطرنج ستونتن بواسطة ناثانيل كوك.
- 1851 - أقيمت أول بطولة دولية في لندن، وفازت بها أدولف أندرسن (بروسيا).
- 1852 - تم استخدام ساعة رملية لأول مرة لتوقيت لعبة.
- 1857 - أول مؤتمر أمريكي للشطرنج، فاز به البالغ من العمر 20 عامًا بول مورفي (الولايات المتحدة)، يتسبب في انتشار وباء لعبة الشطرنج في جميع أنحاء الولايات المتحدة
- 1857 - تم تشكيل جمعية المملكة المتحدة للشطرنج.
- 1858 - عقد مؤتمر كاليفورنيا للشطرنج في سان فرانسيسكو، وفاز به سليم فرانكلين
- 1859 - اشتهر بول مورفي بأنه أقوى لاعب في العالم بعد عامين من اللعب الدولي ضد أبرز اللاعبين في العالم في الولايات المتحدة وأوروبا. ومع ذلك، لم يكن قادرًا على تأمين ولو مباراة واحدة ضد ستونتون.
- 1861 - لعبت الألعاب عبر كابلات عبر المحيط (دبلن - ليفربول).
- 1867 - تم إدخال ساعات الألعاب الميكانيكية في لعبة البطولة.
- 1870 - أول بطولة مسجلة في ألمانيا (بادن بادن).
- 1871 - نشر دوراند أول كتاب عن نهاية اللعبة.
- 1873 - تم استخدام نظام نقاط نيوشتاتل لأول مرة في البطولة.
- 1874 - أعاد أنطونيوس فان دير ليندي اكتشاف مخطوطات الشطرنج التي كتبها السيد الإيطالي جوليو سيزار بوليريو في القرن السادس عشر. يدرك فان دير ليندي أن عمل بوليريو من المحتمل أن يكون قد أثر بشكل كبير على الأعمال اللاحقة لغريكو، ويتميز بشكل حديث تقريبًا من التدوين الجبري.
- 1877 - تشكيل دويتشه شاشبوند.
- 1879 - بطولة نيوزيلندا الأولى للشطرنج، أطول بطولة وطنية للشطرنج في العالم.
- 1883 - اختراع تدوين فورسيث إدواردز، تدوين يستخدم لوصف أي موقع محتمل للشطرنج.
- 1884 - وفاة مورفي.
- 1886 - أقيمت أول مباراة رسمية في بطولة العالم للشطرنج بين فيلهلم شتاينتس ويوهانس زوكيرتورت. شتاينتس يفوز بشكل حاسم بنتيجة 12 إلى 7 درجات ليصبح أول بطل رسمي في العالم للشطرنج.
- 1888 - أول بطولة دولية للمراسلات.
- 1888 - بدأت بطولة الولايات المتحدة للشطرنج.
- 1894 - هزم إيمانويل لاسكر شتاينتس في مباراة بطولة العالم ليصبح ثاني بطل رسمي رسمي.
- 1895 - بطولة هاستينجز 1895 للشطرنج في هاستينجز، إنجلترا.
- 1899 - تحتوي ساعات الشطرنج الآن على أعلام انقضاء المهلة للإشارة إلى انتهاء وقت اللاعب.

## القرن العشرين
- 1902 - أول مباراة شطرنج لاسلكي للاعبين على متن سفينتين أمريكيتين.
- 1904 - تم تأسيس الاتحاد البريطاني للشطرنج (BCF).
- 1905 - انطلاق البطولة الوطنية البريطانية للسيدات.
- 1907 - لاسكر - مارشال بطولة العالم في عدة مدن أمريكية.
- 1910 -  خوزيه كابابلانكا (كوبا) هي أول من يفوز ببطولة كبرى (في نيويورك) بنسبة 100٪.
- 1911 - تم عقد أول معرض متزامن بأكثر من 100 مشارك.
- 1913 - إصدار هارولد موراي كتاب تاريخ الشطرنج.
- 1913 - الجندب هو أول متغيرة شطرنج، يعود أصله إلى عصر النهضة «ملكة القفز».
- 1919 - كابابلانكا يعطي دفعة واحدة في مجلس العموم ضد 39 لاعبا.
- 1921 - أقيمت أول بطولة بريطانية للشطرنج بالمراسلة.
- 1921 - كابابلانكا يهزم لاسكر في هافانا +4 −0 = 10 ليصبح ثالث بطل عالمي رسمي. ومع ذلك، استقال لاسكر من لقبه إلى كابابلانكا في عام 1920 واتفق المشاركون في المباراة على أن كابابلانكا هو حامل اللقب في المباراة.
- 1924 - تأسيس الاتحاد الدولي للشطرنج (FIDA).
- 1924 - تم اعتماد مجموعة ستونتون رسميًا بواسطة الاتحاد الدولي للشطرنج.
- 1927 - عقد أول مسؤول أولمبياد الشطرنج في لندن.
- 1927 - هزم   ألكسندر أليخين  (الاتحاد السوفيتي) كابابلانكا في بوينس آيرس مع +6 −3 = 25 ليصبح رابع بطل رسمي رسمي.
- 1935 - فازت   ماكس إيوي  (هولندا) بلقب بطولة العالم من ألكهاين في زاندفورت بهولندا +9 −8 = 13 وتصبح خامس بطل رسمي للعالم.
- 1937 - رقم قياسي للعب معصوب العينين في وقت واحد ضد 34 معارضًا.
- 1937 - ألكين يستعيد لقبه البطل من إيوي في هولندا +10 −4 = 11.
- 1941 - تم نشر نهايات الشطرنج الأساسية بقلم روبن فاين.
- 1945 - مباراة راديو الولايات المتحدة الأمريكية ضد اتحاد الجمهوريات الاشتراكية السوفياتية هي أول حدث رياضي دولي بعد الحرب العالمية الثانية. حقق اتحاد الجمهوريات الاشتراكية السوفياتية نصرا ساحقا.
- 1946 - وفاة بطل العالم ألكيني في البرتغال، فترة انقطاع أبطال العالم في الشطرنج. الاتحاد الدولي للشطرنج يتحرك للسيطرة على بطولة العالم.
- 1947 - طبعت بلغاريا أول طابع بريدي يحمل صورة شطرنج.
- 1948 - فاز   ميخائيل بوتفنيك  (الاتحاد السوفيتي) ببطولة بطولة العالم للشطرنج عام 1948، التي أقيمت بشكل مشترك في لاهاي (في هولندا) موسكو. أصبح سادس بطل عالمي رسمي.
- 1949 - كلود شانون يخمن كيف قد تلعب أجهزة الكمبيوتر الشطرنج.
- 1950 - قدمت الاتحاد الدولي للشطرنج لقب أستاذ كبير (شطرنج) (GM) وأستاذ دولي (IM) للإشارة إلى إنجاز الشطرنج.
- 1950 - أقيمت مسابقة الترشح الأولى في بودابست. ديفيد برونستاين يفوز بعد مباراة فاصلة ضد إسحاق بوليسلافسكي.
- 1951 - احتفظ بوتفينيك بلقبه بعد انتهاء مباراة بطولة العالم مع منافسه برونشتاين بالتعادل 12-12.
- 1951 - أقيمت بطولة العالم للناشئين في الشطرنج.
- 1952 - بدأ الاتحاد السوفيتي سلسلة انتصارات أولمبياد الشطرنج.
- 1953 - فاز   فاسيلي سميسلوف  (الاتحاد السوفيتي) بدورة المرشحين في زيورخ.
- 1954 - احتفظ بوتفينيك بلقبه بعد انتهاء مباراة بطولة العالم مع منافسه سميسلوف بالتعادل 12-12.
- 1956 - فاز Smyslov ببطولة المرشحين في أمستردام.   بول كيرس (الاتحاد السوفيتي) يحتل المركز الثاني.
- 1957 - هزم سميسلوف بوتفينيك بنتيجة 12 إلى 9 درجات وأصبح بطل العالم الرسمي السابع.
- 1958 - هزم بوتفينيك سميسلوف في مباراة العودة بنتيجة 12 × 10½ ليستعيد اللقب.
- 1958 - تأهلت  بوبي فيشر  (الولايات المتحدة) لمباراة المرشحين لعام 1959، لتصبح أصغر لاعب على الإطلاق أستاذ كبير (شطرنج). سيستمر هذا الرقم القياسي حتى عام 1991.
- 1959 - فاز  ميخائيل تال (الاتحاد السوفيتي) بدورة المرشحين في يوغوسلافيا. كيريس يحتل المركز الثاني.
- 1960 - تال يهزم بوتفينيك +6 −2 = 13 ليصبح ثامن بطل عالمي رسمي وأصغر بطل عالمي على الإطلاق.
- 1961 - هزم بوتفينيك تال في مباراة العودة بنتيجة +10 −5 = 6 ليستعيد اللقب.
- 1962 - فاز   تيجران بتروسيان (الاتحاد السوفيتي) بدورة المرشحين في كوراساو، حيث خاض البطولة دون هزيمة. يحتل كيريس المركز الثاني في بطولة المرشحين للمرة الثالثة على التوالي.
- 1963 - هزم بتروسيان بوتفينيك 12-9 درجات ليصبح تاسع بطل عالمي للشطرنج.
- 1965 - فاز   بوريس سباسكي  (الاتحاد السوفيتي) في مباريات المرشحين ضد كيرس وإيفيم غيلير وتال.
- 1966 - نجح بتروسيان في الدفاع عن لقبه في بطولة العالم أمام سباسكي، 12 × 11 درجة.
- 1967 - فوز   بنت لارسن  (الدنمارك) بسوسة بين المناطق بعد انسحاب فيشر بعد عشر مباريات بينما يتصدر بـ 8 نقاط. لارسن أيضا دبليوفي أول أوسكار شطرنج.
- 1969 - سباسكي يهزم بتروسيان 12 × 11 درجة ليصبح عاشر بطل عالمي للشطرنج.
- 1970 - فيشر فاز بلقب بالما دي مايوركا بين المناطق متقدما بثلاث نقاط على أقرب منافسيه.
- 1971 - فيشر يتألق خلال مباريات المرشحين بفوزه على مارك تيمانوف ولارسن كل 6-0، وبيتروسيان 6½2. أسس فيشر سلسلة انتصارات مكونة من 20 مباراة في عامي 1970 و 1971.
- 1972 - فيشر يتفوق على سباسكي في بطولة العالم للشطرنج 1972 12-8 درجات. نظرًا لمكانتها باعتبارها المواجهة الرياضية للحرب الباردة، فقد حظيت المباراة بدعاية عالمية.
- 1975 -   أناطولي كاربوف  (الاتحاد السوفيتي) يصبح بطل العالم الثاني عشر دون أن يهزم البطل الحالي حيث خسر فيشر لقبه.
- 1977 - اللاعبة   نونا جابرينداشفيلي  (الاتحاد السوفيتي) تفوز ببطولة الرجال في لون باين إنترناشيونال.
- 1978 - أصبحت غابرينداشفيلي أول امرأة تحصل على لقب الاتحاد الدولي للشطرنج أستاذ كبير.
- 1978 - تم تقديم ألقاب الاتحاد الدولي للشطرنج (FM) كعنوان أدناه أستاذ دولي.
- 1978 - أول برنامج سرجون (الشطرنج) للعب الشطرنج لأجهزة الكمبيوتر الشخصية تم تقديمه في 1978 معرض ويست كوست للكمبيوتر.
- 1981 - هزم كاربوف بشكل مقنع منافسه فيكتور كورشنوي ستة انتصارات مقابل اثنين ليحتفظ ببطولة العالم.
- 1984 - في قرار مثير للجدل، تخلى رئيس الاتحاد عن مباراة بطولة العالم بين حامل اللقب كاربوف والمتحدي   غاري كاسباروف  (الاتحاد السوفيتي) بعد 48 الألعاب، مع تقدم كاربوف بنتيجة 5-3.
- 1985 - هزم كاسباروف كاربوف ليصبح بطل العالم الثالث عشر للشطرنج 13-11.
- 1986 - افتتاح الموسيقية "الشطرنج" في مسارح وست اند في لندن.
- 1991 -   جوديت بولغار  (المجر) تصبح أصغر لاعب على الإطلاق أستاذ كبير، محطمًا الرقم القياسي لبوبي فيشر بحوالي شهر .
- 1992 - فوز فيشر على سباسكي في مباراة في يوغوسلافيا الغربية في مباراة العودة لبطولة العالم لعام 1972.
- 1993 - تم إصدار الصورة المتحركة «البحث عن بوبي فيشر» (في المملكة المتحدة باسم «التحركات الأبرياء»)
- كاسباروف و نايجل شورت (إنجلترا) تنفصل عن الاتحاد الدولي للشطرنج للعب مباراة بطولة العالم، وتشكيل جمعية الشطرنج المحترفة (PCA).
- 1996 - ديب بلو يتفوق على كاسباروف في المباراة الأولى التي فاز بها كمبيوتر يلعب الشطرنج ضد بطل العالم في ظل ظروف بطولة الشطرنج العادية. يتعافى كاسباروف ليفوز بالمباراة 4-2 (ثلاثة انتصارات، خسارة واحدة، تعادلين).
- 1997 - خسر كاسباروف مباراة العودة أمام كمبيوتر الشطرنج العملاق ديب بلو (2½ – 3½)، ليصبح أول بطل عالمي يخسر مباراة أمام جهاز كمبيوتر.
- 1999 - لعب كاسباروف وانتصر على «العالم» الذي تم تحديد تحركاته من خلال تعدد الأصوات عبر الإنترنت.
- 2000 - خسر كاسباروف لقبه فلاديمير كرامنيك (روسيا) (8½ –6). كرامنيك يصبح بطل الشطرنج العالمي PCA.

## القرن الواحد والعشرين
- 2001 - يقدم الاتحاد الدولي لكرة القدم (FIDA) ضوابط زمنية مختصرة لبطولة خروج المغلوب العالمية التي أقيمت في وقت لاحق من ذلك العام، وسط جدل.
- 2002 - سيرغي كارياكن (روسيا) أصغر من أي وقت مضى غراند ماستر في سن 12 عاما و 7 أشهر.
- 2003 - في مباراتين منفصلتين، واجه كاسباروف ديب جونيور و X3D فريتز للتعادل. ستكون هذه آخر مباريات الشطرنج البارزة بين الإنسان والحاسوب والتي لم تسفر عن فوز الكمبيوتر.
- 2004 - رستم كاسيمجانوف (أوزبكستان) فاز ببطولة العالم للشطرنج الاتحاد الدولي للشطرنج 2004 بفوزه مايكل أدامز (لاعب شطرنج) (إنجلترا) في النهائي.
- 2004 - نجح كرامنيك في الدفاع عن لقبه في بطولة العالم الكلاسيكية للشطرنج عام 2004 ضده بيتر ليكو (المجر).
- 2005 - فيسيلين توبالوف (بلغاريا) فازت ببطولة الاتحاد الدولي للشطرنج العالمية للشطرنج 2005 مع 10/14 (+6 −0 = 8).
- 2006 - لم شمل بطولة العالم للشطرنج عندما هزم بطل العالم كرامنيك «الكلاسيكي» (تقنيًا، أول PCA ثم ألعاب العقل) بطل العالم الاتحاد الدولي للشطرنج توبالوف في بطولة العالم للشطرنج 2006.
- 2007 - فيشفاناثان أناند (الهند) تصبح بطل العالم الخامس عشر للشطرنج بعد فوزها ببطولة العالم للشطرنج لعام 2007 التي أقيمت في مكسيكو سيتي. أنهى أناند البطولة بنتيجة 9/14 (+4 −0 = 10).
- 2008 - وفاة فيشر في أيسلندا عن عمر يناهز 64 عامًا.
- 2008 - دافع أناند عن لقبه بنجاح ضد كرامنيك في بطولة العالم للشطرنج 2008.
- 2009 - ثمانية عشر عامًا ماغنوس كارلسن (النرويج) فازت في بطولة نانجينغ بيرل سبرينغ (الفئة 21)، وسجلت بنتيجة 8-2 في حدث روبن المزدوج. تقييم أداء كارلسن لهذه البطولة هو 3002، واحدة من أعلى المعدلات في التاريخ، وله تصنيف يذهب أكثر 2800، مما جعله خامس لاعب (وإلى حد بعيد أصغر) لتحقيق هذا المستوى التصنيف.
- 2009 - لعب كاسباروف وكاربوف بعضهما البعض مرة أخرى، احتفالاً بأول مباراة لهما في بطولة العالم قبل 25 عامًا.
- 2010 - دافع أناند عن لقبه العالمي أمام توبالوف في بطولة العالم للشطرنج 2010.
- 2011 - بوريس جيلفاند (إسرائيل) تفوز ببطولة المرشحين لعام 2011 وتتأهل لتحدي أناند في بطولة العالم للشطرنج 2012.
- 2012 - حقق كارلسن تصنيف نظام تصنيف إيلو عند 2861، متجاوزًا الرقم القياسي الذي سجله كاسباروف وهو 2851. نجح أناند في الدفاع عن لقبه العالمي ضد غيلفاند.
- 2013 - هزم كارلسن أناند ليصبح بطل العالم الجديد.
- 2014 - وصل كارلسن إلى أعلى تصنيف له في نظام تصنيف إيلو عند 2882، وهو الأعلى في التاريخ، في مايو.
- 2014 - نجح كارلسن في الدفاع عن لقبه بطل العالم في مباراة ضد أناند، الذي فاز ببطولة المرشحين.
- 2016 - نجح كارلسن في الدفاع عن لقب بطل العالم أمام كارجاكين (الذي فاز ببطولة المرشحين في موسكو في مارس / آذار) بالفوز بألعاب الشوط الفاصل السريع بعد تعادله في 12 مباراة كلاسيكية.
- 2018 - نجح كارلسن في الدفاع عن لقب بطل العالم أمام كاروانا بالفوز بألعاب الشوط الفاصل السريع بعد تعادله في 12 مباراة كلاسيكية.